# Dolç Tab Jazz
Dolç Tab Jazz Project és un grup de jazz de La Marina, País Valencià.
El so de Dolç Tab Jazz es caracteritza per l'ús de la dolçaina com a instrument solista, fusionant el jazz amb la música valenciana. Van fer el seu primer concert al Festacarrer d'Ondara, el 2002. Dos anys després són seleccionats per l'Injuve, l'Institut Espanyol de la Joventut, per fer una gira que els duu a festivals de Getxo, Eivissa o Valladolid, entre altres indrets. Suposa la consolidació de la banda. Eixe any enregistren el seu primer àlbum, In-fusió, i el 2005 compten amb 35 concerts al llarg del País Valencià. El seu segon àlbum arriba al 2008 sota el títol de "Carrera de galls", el qual segueix en la línia de combinar els sons de la dolçaina amb els ritmes de jazz.

## Discografia
- In-fusió (Cambra Records, 2004). Consta de set temes, tres propis de la banda.
- Carrera de galls (Masterdisc, 2008)
- Revisited (Molusco Discos, 2018)[7][8]